# Пещерный медведь
Пеще́рный медве́дь (лат. Ursus spelaeus) — доисторический вид медведей, живший в Евразии в среднем и позднем плейстоцене и вымерший примерно 15 000 лет назад. Появился около 2 млн. лет назад, предположительно, эволюционировав из этрусского медведя (Ursus etruscus).
Видовое название «пещерный» (лат. spelaeus) этот медведь получил, поскольку его кости во множестве находят в пещерах. Особенно многочисленны окаменелые остатки больших пещерных медведей в районах горного и равнинного карста. В частности, в Румынии, в Медвежьей пещере в 1983 году было обнаружено 140 медвежьих скелетов.

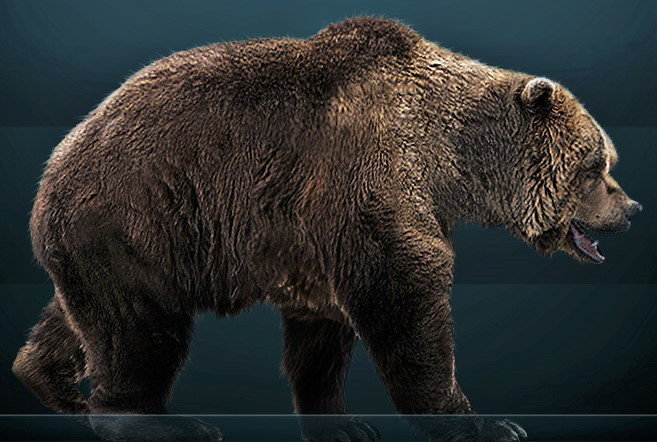
Реконструкция пещерного медведя

## Описание

### Внешний вид
Длина тела пещерного медведя достигала 2,7—3,5 м, средний вес взрослого самца около 500 кг, что на 30 % крупнее современного бурого медведя. Передняя часть тела была более развита, чем задняя, лапы короткие и сильные, голова массивная. Череп пещерного медведя отличается от черепа бурого медведя более крутым лбом, а также отсутствием передних ложнокоренных зубов.

### Образ жизни

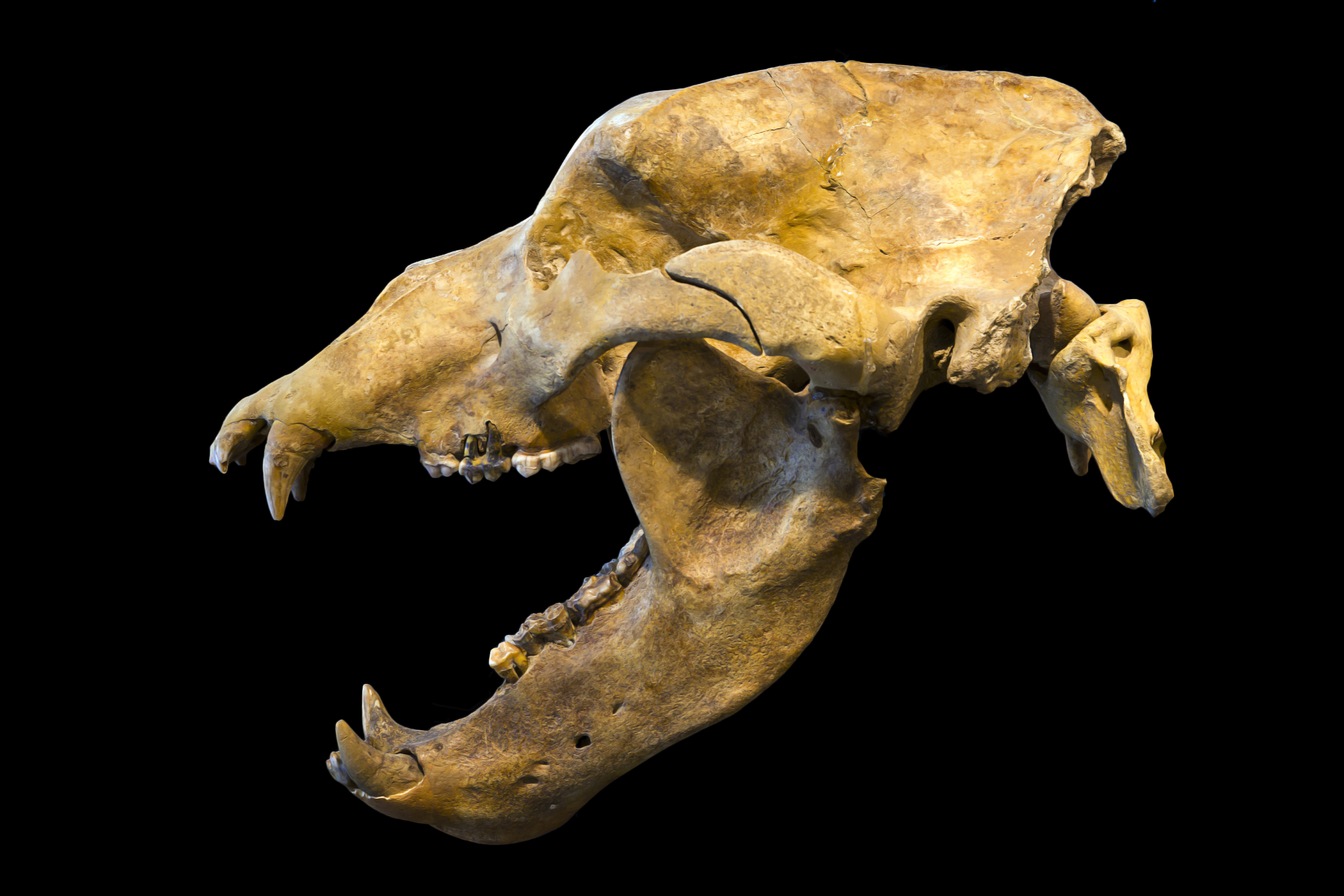
Череп

Судя по значительной степени стачивания зубов, его основную пищу составляли травянистые растения. Изотопные исследования показали, что, вероятнее всего, он был всеядным, как и современные бурые медведи, но в основном питался растительностью. Медведицы рожали 1—2 медвежат. Продолжительность жизни составляла около 20 лет. На лугах обитал малый пещерный медведь. Большой пещерный медведь обитал в разрежённых лесах и лесостепи, поднимался в горы до пояса альпийских лугов. Как считают немецкие исследователи, пещерные медведи предпочитали залегать в спячку в глубоких пещерах из-за опасности нападения на них пещерных львов во время зимней спячки. Некоторые пещерные львы могли специализироваться в охоте на пещерных медведей, в отсутствие крупных травоядных. Впрочем, исследования показывают, что в схватках с пещерными львами мог побеждать и пещерный медведь. Как показывают палеогенетические исследования, пещерные медведи, по сравнению с бурыми, были более привязаны к месту своего рождения, формировали стабильные материнские группы в одной и той же местности, особенно во время зимней спячки, поколениями занимали одни и те же пещеры для зимней спячки. Возможно, эта привязанность к пещерам для спячки стала одной из причин их вымирания, из-за конкуренции за удобные пещеры с первобытными людьми.

### Распространение
Водился пещерный медведь только в Евразии (включая Ирландию и Англию), на территории которой образовывал несколько географических рас. В частности, в альпийских пещерах, лежащих на больших высотах (до 2445 м над уровнем моря), и в Гарцских горах (Германия) к концу плейстоцена развились карликовые формы этого вида. На территории современной России пещерный медведь водился на Русской равнине, на Жигулёвской возвышенности, на Урале, на Кавказе и, немного, в Западной Сибири.
Самой западной точкой ареала пещерного медведя называется пещера Кова-Эйрос  на северо-западе Пиренейского полуострова.

### Вымирание
Ранее считалось, что причиной вымирания пещерного медведя послужило изменение климата в конце вюрмского ледникового периода, когда площадь лесов резко сократилась, лишив пещерного медведя источников пищи. Однако современные изотопные исследования ископаемых костей и зубов не показали каких-либо существенных изменений в рационе последних пещерных медведей в Средиземноморье, вымерших около 24—23 тыс. лет назад, по сравнению с более древними остатками этого вида. Вероятно, более заметную роль в его вымирании сыграла охотничья деятельность древних людей. На некоторых ископаемых костях пещерных медведей найдены следы разделки этих зверей человеком, соскабливания мяса и снятия шкур, рядом находят каменные орудия древних людей. Древние люди преследовали пещерных медведей из-за мяса, жира и шкур, вытесняли медведей из пещерных берлог, занимая пещеры под собственное жилище. Раскопки стоянок древних людей каменного века, включая неандертальцев, в горах Кавказа и Закавказья, показывают, что пещерный медведь был излюбленной добычей палеолитических охотников.
В нише всеядных животных, пещерные медведи вынуждены были конкурировать с бурыми, а в южных регионах — с кабаном, и это в условиях давления со стороны человека, охотившегося на всех этих животных. В итоге, пещерный медведь проигрывал бурым в способности добывать копытных во время весенней бескормицы, а кабанам — в плодовитости. С появлением людей современного типа, преследование пещерных медведей со стороны человека и общее оскудение мегафауны усилилось, что, вероятно, и привело к постепенному вымиранию этого вида.

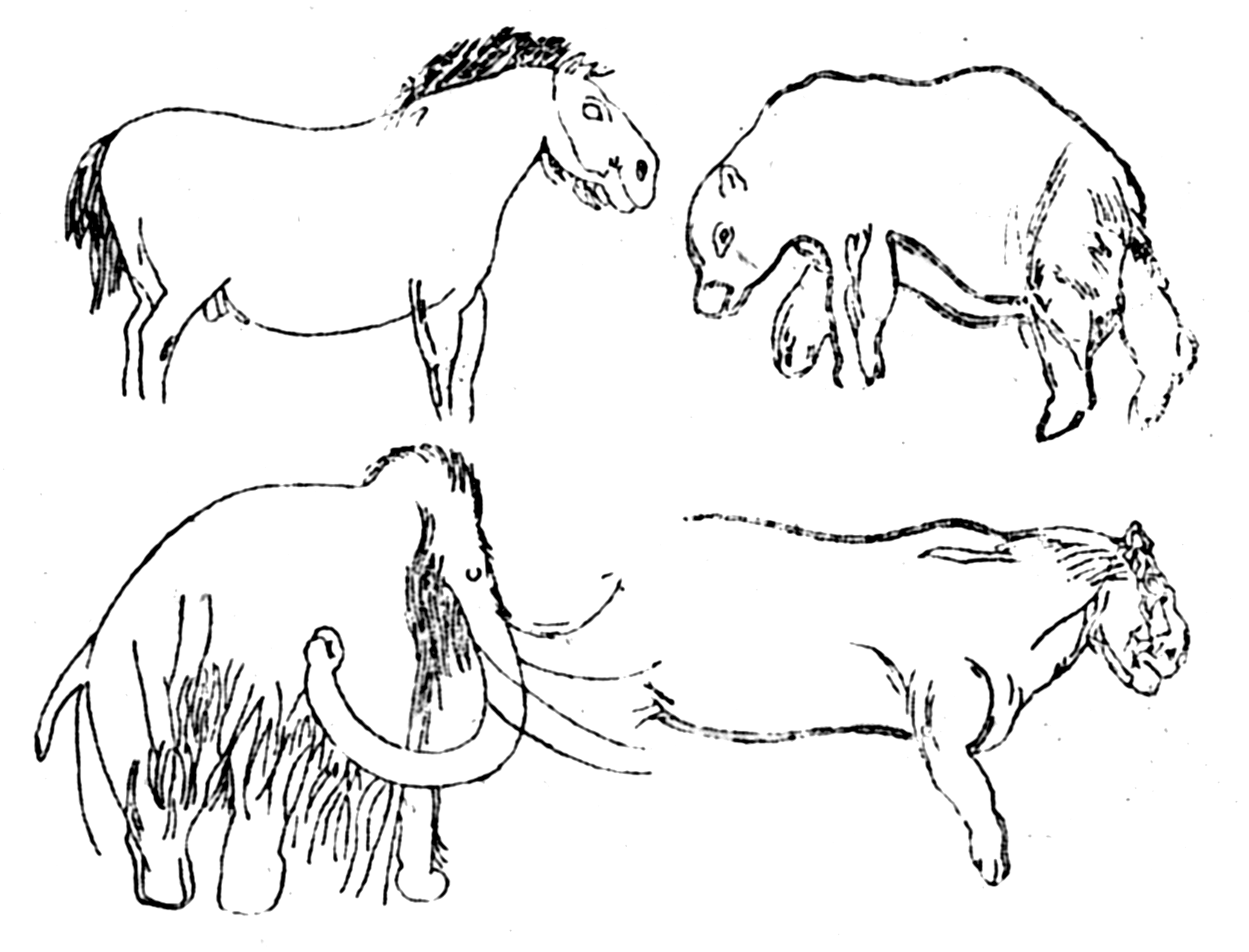
Пещерный медведь среди наскальных рисунков в гроте Комбарель

### Другие виды

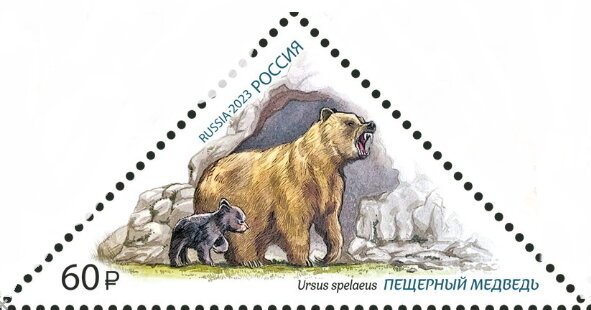
Пещерный медведь на марке Почты России, 2023

Пещерными медведями называют ещё несколько вымерших плейстоценовых видов медведей, вследствие того, что их остатки чаще всего находили в пещерах. В действительности же с пещерами они не были постоянно связаны и, вероятно, использовали их, как временные укрытия или берлоги. К ним на территории Евразии относят:
- Медведь Денингера (Ursus deningeri). Описан из раннего плейстоцена Германии (Мосбах). Обитал в нижнем — среднем плейстоцене в Европе.
- Малый пещерный медведь (Ursus rossicus). Средний — поздний плейстоцен юга Украины, Северного Кавказа, Казахстана (р. Урал), Среднего Урала (Кизел), юга Западной Сибири, Алтая и, возможно, Закавказья. Обитатель степей, не был связан с пещерами.

Современные кадьякские медведи Аляски также близки по своим характеристикам пещерному медведю.

## Расшифровка генома
В мае 2005 года американские палеогенетики из Объединённого института генома в Калифорнии объявили о реконструкции последовательности ДНК пещерного медведя, жившего 42—44 тыс. лет назад. Для расшифровки использовался генетический материал, извлеченный из ископаемых зубов этого животного, найденных в Австрии. Проведя прямое секвенирование фрагментов ДНК, выделенных из костей, и сравнив их с ДНК собаки, учёные смогли восстановить 21 ген пещерного медведя. При этом только 6 % секвенированной ДНК принадлежало пещерному медведю; остальная часть принадлежала почвенным бактериям, либо палеонтологам, касавшимся костей медведя. В ДНК современных бурых и белых медведей нашли от 0,9% до 2,4% примеси ДНК пещерного медведя. Время жизни общего предка бурых и пещерных медведей оценили в 3 млн лет назад. Из каменистой части височной кости пещерного медведя из пещеры Кударо I (Кударское ущелье) возрастом 360 тыс. л. н. с низким уровнем покрытия удалось секвенировать митохондриальный и ядерный геномы. Выяснилось, что линия пещерных медведей и линия предков современных бурых и белых медведей разошлись примерно 1,5 млн лет назад.